# Fermilab
A Fermilab (Fermi National Accelerator Laboratory, FNAL) nagyenergiájú részecskefizikára specializálódott laboratórium a Chicago mellett fekvő Bataviában helyezkedik el. A Chicagói Egyetem energia osztálya működteti.

## Története és felépítése
A Fermilabot 1967. november 21-én alapították. Az alapító levelet Lyndon B. Johnson elnök írta alá. A labóratórium Enrico Fermi Nobel-díjas olasz fizikus nevét 1974-ben vette fel.
Legnagyobb gyorsítója, a Tevatron nevű gyorsítógyűrű 1983 óta működik. Feltűnő tereptárgy: 4 mérföld (6,4 kilométer) kerületű. Ez a világ egyik legnagyobb energiájú részecskegyorsítója. 1000 szupravezető mágnesét folyékony héliummal hűtik -268 Celsius-fokra (5 kelvinre). A gyorsító két nagy összetett detektora a CDF és a D0 (DZero). 1977-ben itt fedezték fel a b (bottom) kvarkot, 1995-ben a t (top) kvarkot, 2000-ben pedig itt történt a tau-neutrínó első közvetlen megfigyelése. A létesítmény több kisebb álló céltárgyú (fix targetes) kísérletnek is otthont ad.
Amerikai bölények élnek a gyorsító területén, amelyet még az első igazgató, Wilson telepített be. Jelenleg is minden tavasszal születnek kisborjak.

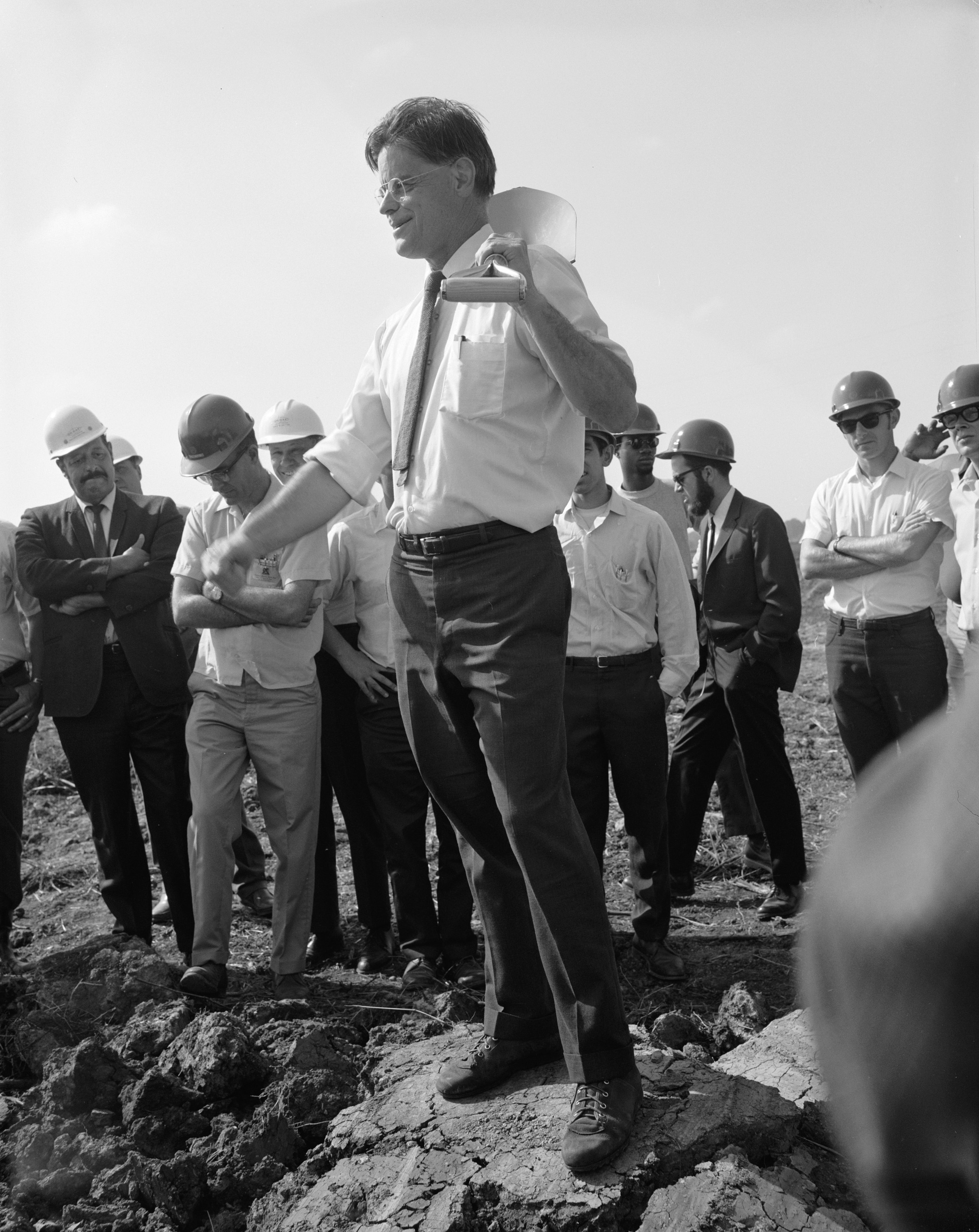
Robert R. Wilson a Fermilab földmunkálatainál

## Igazgatói
A Fermilabnak eddig 5 igazgatója volt.
1. Robert R. Wilson (1967–1978)
2. Leon Lederman (1978–1989)
3. John Peoples (1989–1999)
4. Michael S. Witherell (1999–2005)
5. Piermaria Oddone (2005–)

A Fermilab egy kisbolygó (11998) neve is, melyet a laboratóriumról neveztek el.